# Aeroportul Misawa
Aeroportul Misawa (IATA: MSJ, ICAO: RJSM) este un aeroport din Misawa, Prefectura Aomori, Japonia ce deservește zona Misawa. Aeroportul a fost tranzitat în decembrie 2020 de 10.965 de pasageri.
Situat la o altitudine de 36 m, aeroportul dispune de o singură pistă. Este operat de United States Air Force.